# 默克尔神经末梢
默克尔神经末梢（英文：Merkel nerve ending），又称默克尔触觉盘（Merkel's tactile disk）或默克尔盘（Merkel's disk），是一种缓慢调节的力学感受器，位于表皮基底层与毛囊中。默克尔神经末梢以德国科学家弗里德里希·西格蒙德·默克尔的名字命名。它们能感知机械压力和位置，也能通过深层静态触碰进行特征感知，譬如感知形状和边缘。
默克尔细胞位于表皮基底层，储存血清素，并在感知压力时释放至相应的神经末梢。每个末梢都由一个默克尔细胞与一个邻近神经终端的组成，因此被称为“默克尔细胞-神经突复合体（Merkel cell–neurite complex）”或默克尔触觉盘。单个传入神经纤维可支配约90个此种神经末梢。